# Đạ Nhim
Đạ Nhim là một xã thuộc huyện Lạc Dương, tỉnh Lâm Đồng, Việt Nam.

## Địa lý
Xã Đạ Nhim có vị trí địa lý:
- Phía đông giáp xã Đạ Chais
- Phía tây giáp xã Lát và xã Đưng KNớ
- Phía nam giáp xã Đạ Sar
- Phía bắc giáp tỉnh Đắk Lắk.

Xã Đạ Nhim có diện tích 239,33 km², dân số năm 2022 là 5.547 người, mật độ dân số đạt 23 người/km².

## Hành chính
Xã Đạ Nhim được chia thành 5 thôn: Đa Bla, Đa Ra Hoa, Đa Tro, Đạ Cháy, Liêng Bông.

## Lịch sử
Ngày 17 tháng 11 năm 2004, Chính phủ ban hành Nghị định số 189/2004/NĐ-CP về việc thành lập xã Đạ Nhim trên cơ sở 23.993 ha diện tích tự nhiên và 2.194 nhân khẩu của xã Đạ Chais.